# 巴拉赫季
50°6′39″N 30°22′25″E / 50.11083°N 30.37361°E
巴拉赫季（烏克蘭語：Барахти）是位於烏克蘭北部的村莊，由基辅州奧布希夫區的瓦西利基夫市鎮負責管轄。該村始建於1501年，面積51.2平方公里，海拔高度127米，2001年人口1,235，人口密度每平方公里24.1人。